# Elisa Bannat
Elisa Bannat (* 1986) ist eine deutsche Sängerin, Schauspielerin und Synchronsprecherin.

## Leben
Elisa Bannat absolvierte 2008 ein Gesangsstudium am Downtown Music Institute in Augsburg. Ab 2010 nahm sie Schauspiel- und Sprachunterricht und ist seit 2015 als Synchronsprecherin tätig.

## Sprechrollen (Auswahl)

### Serien
- 2016–2020: Grey’s Anatomy für Vivian Nixon (als Dr. Hannah Brody) (18 Episoden)
- 2017–2019: GLOW für Marianna Palka (als Reggie Walsh) (23 Episoden)
- 2018–2019: Orange Is the New Black für Alice Kremelberg (als Nicole Eckelcamp) (11 Episoden)
- 2021: Alle lieben Arlo für Jessica Williams (als Bürgermeisterin Elena) (7 Episoden)
- seit 2022: The Gilded Age für Zuzanna Szadkowski (als Mabel Ainsley) (5 Episoden)
- 2022: Shining Girls für Erika Alexander (als Abby) (8 Episoden)
- 2022:  Queer as Folk für Candace Grace (als Shar) (8 Episoden)
- 2022: Peacemaker für Danielle Brooks (als Leota Adebayo) (8 Episoden)
- seit 2023: Ahsoka für Jeryl Prescott (als Aktropaw) (3 Episoden)
- 2024: Navy CIS: Hawaiʻi als Rangerin
- 2025: The Residence für Uzo Adeba (als Detective Cordelia Cupp) (8 Episoden)

### Filme
- 2015: Subterranea für Lily Gladstone (als Heather)
- 2016: The Boss für Sharon Conley (als Hannah)
- 2018: BlacKkKlansman für Damaris Lewis (als Odetta)
- 2019: Star Wars: Der Aufstieg Skywalkers für Vinette Robinson (als Pilotin Tyce)
- 2020: Antebellum für Gabourey Sidibe (als Dawn)
- 2020: Sonic the Hedgehog für Natasha Rothwell (als Rachel)
- 2020: Trolls World Tour für Da’Vine Joy Randolph (als Sheila B)
- 2020: Wonder Woman 1984 für Natasha Rothwell (als Carol)
- 2021: Pleasure für Aiden Starr (als Aiden Starr)
- 2021: Space Jam: A New Legacy für Nneka Ogwumike (als Nneka Ogwumike)
- 2022: The Lost City – Das Geheimnis der verlorenen Stadt für Da’Vine Joy Randolph (als Beth Hatten)
- 2022: Sonic the Hedgehog 2 für Natasha Rothwell (als Rachel)
- 2022: The Lost City – Das Geheimnis der verlorenen Stadt für Da’Vine Joy Randolph (als Beth Hatten)
- 2022: On the Come Up für Sanaa Lathan (als Jayda 'Jay' Jackson)
- 2022: Smile – Siehst du es auch? für Ura Yoana Sánchez (als Wanda)
- 2022: The Woman King für Masali Baduza (als Fumbe)
- 2023: Rye Lane für Llewella Gideon (als Tanice)
- 2023: Your Place or Mine für Britney Young (als Marisa)
- 2023: Amerikanische Fiktion für Issa Rae (als Sintara Golden)
- 2023: Barbie für Issa Rae (als Präsidentin-Barbie)
- 2023: Arielle, die Meerjungfrau für Simone Ashley (als Indira)
- 2023: Asterix & Obelix im Reich der Mitte für Audrey Lamy (als Gutemine)
- 2023: Killers of the Flower Moon für Lily Gladstone (als Mollie Burkhart)
- 2023: Missing für Lauren B. Mosley (als Rachel)
- 2023: The Pod Generation für Vinette Robinson (als Alice)
- 2023: Wish für Niko Vargas (als Hal)
- 2023: Wonka für Natasha Rothwell (als Kleo Klempi)
- 2025: Ein Minecraft Film (A Minecraft Movie) (als Dawn)